# Theodor Frings

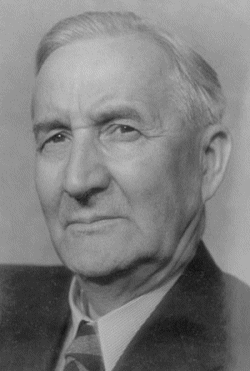
Theodor Frings

Theodor Frings (ur. 23 lipca 1886 w Dülken, zm. 6 czerwca 1968 w Lipsku) – niemiecki językoznawca-germanista.

## Życie
Urodzony jako najstarsze dziecko z czworga rodzeństwa w rodzinie introligatora. Studia germanistyczne odbył w Marburgu i Lipsku. Uważa się go za ucznia Ferdinanda Wredego, właściwego twórcy geografii językowej w Niemczech. Frings kontynuował dzieło Wredego i sam ze swej strony słusznie uchodzi za twórcę niemieckiej historycznej geografii językowej.
Po habilitacji w 1915 r. w Bonn pracował najpierw jako profesor filologii niemieckiej i niderlandzkiej (od 1917 r. – profesor nadzwyczajny; od 1919 r. – zwyczajny) w Bonn, a następnie otrzymał w 1927 r. profesurę zwyczajną w Lipsku. Uniwersytetowi w Lipsku pozostał wierny do końca życia, nie dał się skusić nawet propozycjom przejechania tuż po wojnie do Niemiec Zachodnich.
W latach 1946–1968 był prezydentem Saksońskiej Akademii Nauk w Lipsku. W roku 1952 został też dyrektorem Institut für deutsche Sprache und Literatur w Akademii Nauk w Berlinie.

## Działalność naukowa
Już jego pracę doktorską o geografii dialektu reńskiego (1913) uznano za studium wręcz rewelacyjne. To tam po raz pierwszy postawił pytanie o historyczne i społeczne uwarunkowanie zmian językowych Tym samym dokonał przełomu metodologicznego rozszerzając metodę młodogramatyczną o czynnik historyczno-geograficzny (np. wpływ terytoriów/dialektów uznawanych za bardziej prestiżowe).
Do dzisiaj jego praca o „Podstawach historii języka niemieckiego” (1948) uznawana jest za dzieło rzeczywiście podstawowe i merytorycznie i metodologicznie dla dialektalno-geograficznego aspektu badań nad historią języków.
Przez całe życie unikał konsekwentnie zaszczytów i stanowisk, które nie wiązałyby się z pracą naukową, a jedynie z administrowaniem nauką.
Otrzymał trzy doktoraty honoris causa: Amsterdam (1937), Gandawa (1962), Lipsk (1966).

## Najważniejsze publikacje
- 1913: Studien zur Dialektgeographie des Niederrheins zwischen Düsseldorf und Aachen.
- 1922: Rheinishe Sprachgeschichte.
- 1932: Sprache und Siedlung im mitteldeutschen Osten.
- 1936a: Kulturräume und Kulturströmungen im mitteldeutschen Osten.
- 1936b: Grundlagen des Meißnischen Deutsch.
- 1948: Grundlegung einer Geschichte der deutschen Sprache.